# Pistmaskin

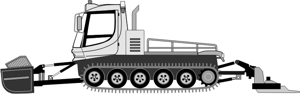
Pistmaskin.

Pistmaskin (av tyskans Pistenraupe, Pistenfahrzeug) ett larvbandsdrivet fordon, speciellt utvecklat för preparering av snö i skidbackar och spår för längdskidåkning. Maskinerna har på ett avgörande sätt starkt bidragit till att öka skidturismen i hela världen genom möjligheten att på kort tid kunna preparera stora områden för utförsåkning och längdskidspår till åkbart underlag för alla typer av skidåkare. Pistmaskinen uppfanns och började spridas globalt under 1960-talet.

## Användning
Maskinens standardutrustning för preparering av skidbackar utgörs av ett schaktblad framtill för samla upp och utjämna snön och ett aggregat baktill bestående av en hydrauldriven snöfräs för att lösa upp hårt packad snö och isklumpar alternativt en tryckvals för initial preparering av nyfallen snö med stort snödjup samt slutligen längst bak en tryckmatta för den slutliga packningen till önskad ythårdhet. Genom prepareringen frigörs den luft som finns i snön och ytskiktet fryser lättare och bildar en lagom hård "skorpa" med cirka en decimeter djup med optimala egenskaper för den normale utförsåkaren. För tävlingsbruk används andra metoder, inklusive bevattning, för att ytan ska hålla för de betydligt högre belastningar på underlaget som gäller i detta fall.
Den längdledes räfflade snöytan som skapas av en pistmaskin benämns ofta "manchestern" (efter tyget med samma namn). I samband med pistning av ett längdåkningsspår syns mönstret mellan de tillverkade dubbelspåren; i längdlopp där denna yta omvandlats till skare eller hårdnat på annat sätt används ibland "manchestern" minst lika mycket som de gjorda spåren (exempel: Vasaloppet 2021).

## Teknik

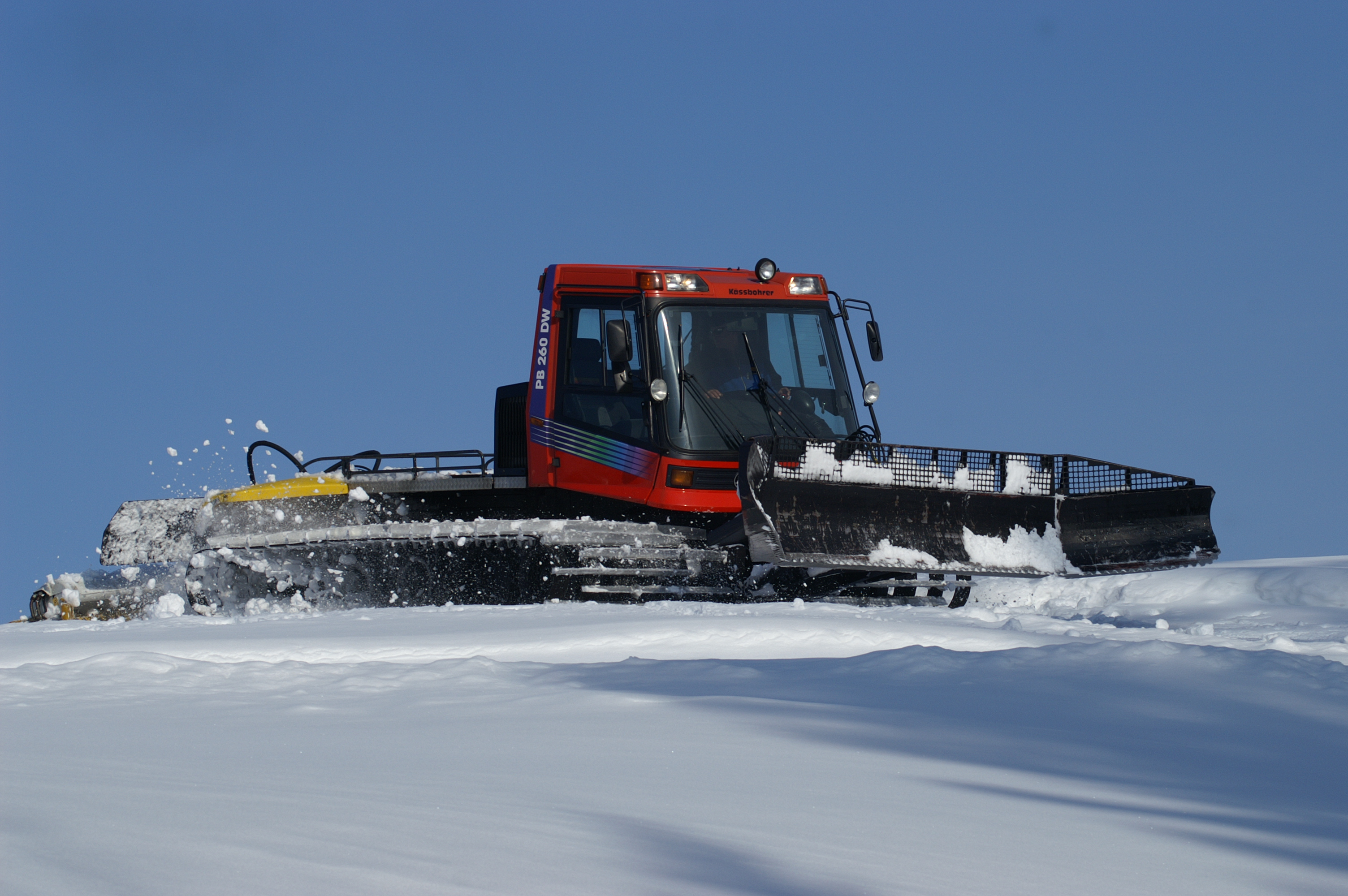
Kässbohrer PB 260 D.

Maskinernas totalvikt ligger i området 5 till max 12 ton, med dieselmotoreffekter från cirka 90 kW upp till 388 kW för de största maskinerna. Pistmaskinen tar sig fram med breda larvband som ger ett lågt yttryck på underlaget men stabilt grepp i både löst och hårt packad snö. Larvbanden är hydrostatiskt drivna i sluten krets, separata kretsar för respektive larvband. Styrningen av maskinen (vänster/höger), som kan ske med alternativt ratt för optimala manöveregenskaper eller separata enaxliga manöverspakar för respektive larvband, sker genom att reducera hastigheten för ena bandet och samtidigt öka hastigheten för det andra. Maskinens hastighet regleras med en fotpedal med elektrisk utsignal som är kopplad till maskinens styrsystem för transmissionen. Maximalt önskad hastighet kan justeras med en potentiometer i manöverpanelen eller genom inmatning av önskat värde via systemets terminal.
För mycket branta sluttningar finns maskiner med vajervinsch med elektriskt justerbar dragkraft som extra utrustning som hjälper till att dra och avsäkra maskinen. Pistmaskiner har dragkraftskoefficienter (dragkraft dividerat med totalvikten) i området 1,1 till 1,2 och klarar stigningsvinklar upp mot 45 grader.
Den hydrostatiska transmissionen ger ett helt steglöst hastighetsområde från stillastående upp till normalt högst 23 km/h. Genom hydrostatisk drift i sluten krets där hydraulmotorerna kan arbeta som "pumpar" och driver dieselmotorn som "kompressor" (hydrostatisk bromsning) vid körning i nedförsbacke erfordras inga mekaniska dynamiska bromsar utan enbart parkeringsbromsar i form av flerskiviga lamellbromsar monterade mellan utgående hydraulmotoraxel och planetväxel i larvbandens två drivenheter som utgör de bakre tandade drivhjulen. 
Arbetshydrauliken och den hydrostatiska transmissionen på moderna pistmaskiner är helt och hållet elektriskt styrda och innehåller en rad olika automatiska funktioner som kan justeras av operatören inom givna gränser för optimering av snöbearbearbetningen beroende på driftsförhållanden, snöegenskaper och önskad typ av pistning.
En pistmaskin i klassen 8–10 ton förbrukar i genomsnitt cirka 20–30 liter dieselbränsle per timme, med en pistningskapacitet på cirka 9 hektar/timme pistad yta.